# Катарина Боснійська
Катаріна Боснійська (Катарина Косача босн. Katarina Kosača; близько 1424, Мостар — 25 жовтня 1478, Рим) — остання королева Боснії, блаженна католицької церкви.

## Біографія
Дочка багатого герцога Степана Вукчича Косача із сучасної Герцеговини і його дружини Олени Балшич. Косачі були володарями земель на півдні боснійської держави, а також в деяких районах Сербії і Чорногорії, центральної Далмації і місцевостей від Дубровника до Котора.
Виховувалася в патриціанській сім'ї. Її дитинство і життя збіглися з важким періодом для країни. Османська імперія періодично піддавала нападам, грабежам і спаленням боснійських міст і сіл.
26 травня 1446 року вийшла заміж за короля Боснії Степана Томаша. Шлюб був укладений з політичних мотивів, з тим, щоб покласти край політичній нестабільності в країні. До шлюбу вона звернулася в католицтво і вийшла заміж згідно з католицьким обрядом.
В молодості Степан Томаш, як і більшість жителів Боснії, був богомилом, однак згодом прийняв католицтво. Степан Томаш був незаконним сином боснійського короля Степана Остоя, який помер в 1418 році. До сходження на престол в 1443 році, тривалий час переховувався від турків. Зійшовся з простолюдинкою Воячею, пообіцявши їй одружитися, у якій народився син Степан Томашевич (? — 1463), в майбутньому останній король Боснії.
Коли Степан Томаш став королем, дворяни порадили йому залишити Воячу, тому що вона була простолюдинкою і непридатною для ролі королеви. Томаш, став католиком, заявив, що не може зробити цього без особистого дозволу Святійшого Престолу.
19 травня 1445 року папа Євгеній IV визнав його королем Боснії і дав дозвіл на розлучення з Воячею.
Від шлюбу з Катариною у Стефана Томаша було троє дітей:
- Катарина
- Сигізмунд (опинився в Османській імперії, прийняв іслам і змінив ім'я на Ісхак-бей Кралоглу)
- син (ім'я невідомо)

Після смерті Степана Томаша в 1461 році Катарина залишилася з двома малолітніми дітьми, Сигізмундом і Катариною. Степан Томашевич, син Степана Томаша і Воячи, став боснійським королем, першим увінчаний короною з Риму. Його головна турбота полягала також в хороших відносинах зі Степаном Вукчичем Косачем. Через це, ще до того, як він був коронований, він визнав за Катариною всі королівські права і оголосив її королевою-матір'ю.
Катарина залишилася при королівському дворі до смерті Томашевича в 1463 році, коли турецький султан Мехмед II напав на Боснію. Степан Томашевич був схоплений і убитий, а двох дітей королеви Катерини забрали у турецький полон, сама вона змогла уникнути полону, позаяк перебувала з братом Владиславом у південних регіонах країни.
На початку липня 1463 року вона переїхала в Рагузьку республіку, де виступала як законний представник боснійського королівства.
Під час свого перебування в Рагузі Катарина стежила за ситуацією в Боснії і сподівалася, що її королівство незабаром буде звільнено від турків. Але з плином часу звільнення не відбулося, і в 1466 році переїхала в Рим, де знайшла притулок у Папи Павла II, який постановив, що вона буде отримувати постійну допомогу з папської скарбниці. З 1467 по 1478 рік вона отримала не менше 6541 золотого дуката. При ній був невеликий двір боснійців, останні десять років вона жила біля церкви Святого Марка.

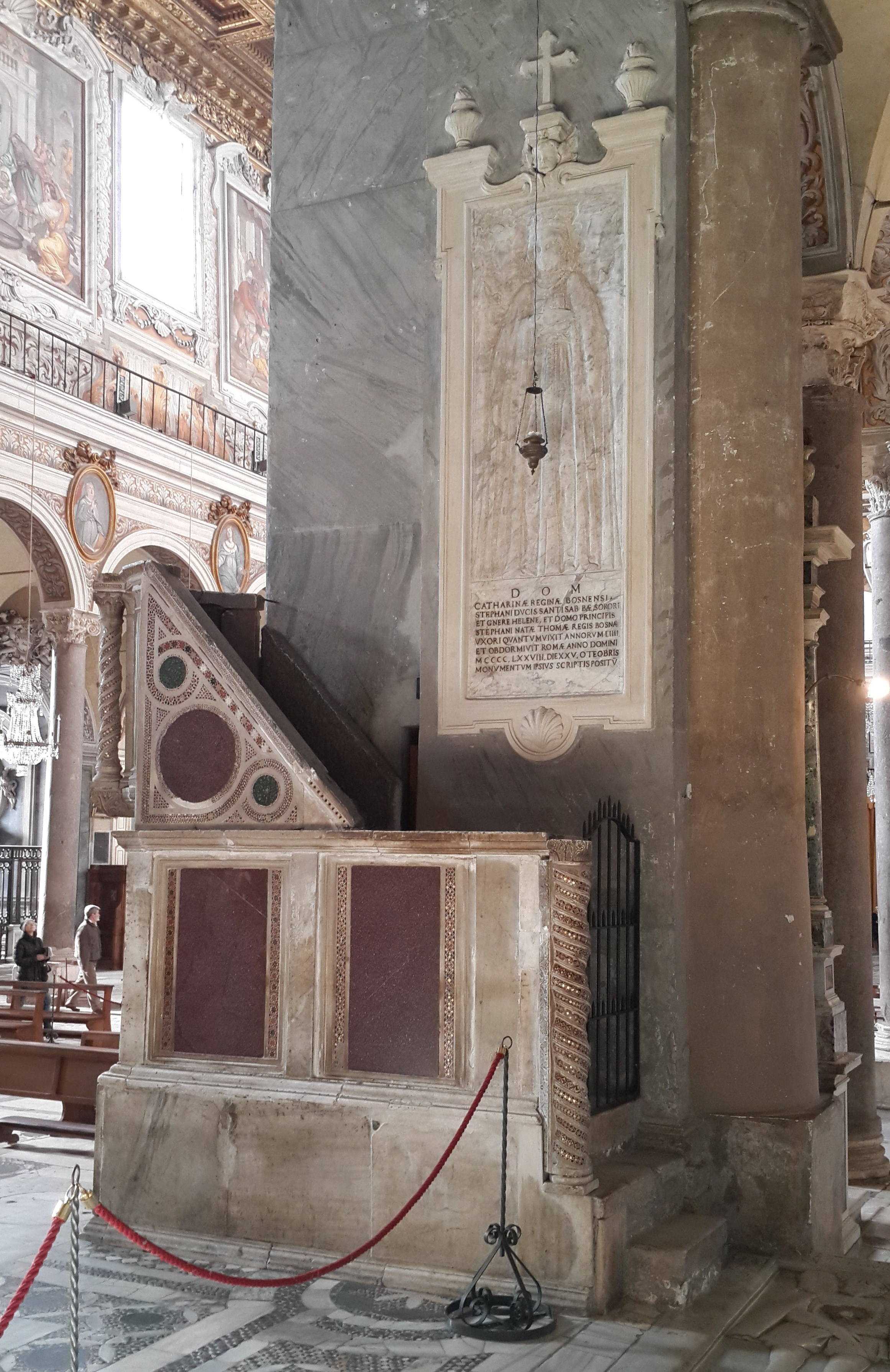
Надгробна плита Катарини Боснійської

Протягом всього часу проживання в Римі вона думала про звільнення свого королівства і, зокрема, звільнення двох її малолітніх дітей, які були доставлені в Стамбул і схилялися до прийняття ісламської віри. Іноді турки повертали захоплених дітей за хороший викуп, і Катарина вважала, що вона теж може звільнити своїх дітей з полону. З цією метою вона звернулася до багатьох італійських правителів з проханням про фінансову допомогу. Однак всі зусилля були марні. Турки відмовили їй, і вона більше ніколи не побачила своїх дітей.
У 54-річному віці захворіла. Вмираючи, заповідала, щоб її поховали в римській Базиліці Богоматері Небесного Вівтаря (Санта-Марія-ін-Арачелі).
Королева вважалася ідеалом чесноти і було беатифікована, її пам'ять святкується в день смерті 25 жовтня.